# Championnat de Libye de football 1965-1966
Navigation
Saison précédente Saison suivante
La saison 1965-1966 du Championnat de Libye de football est la troisième édition du championnat de première division libyen. La compétition est en fait une phase finale qui réunit les trois clubs vainqueurs des championnats régionaux (Est, Ouest et Sud). Les clubs affrontent deux fois leurs adversaires, à domicile et à l'extérieur.
C'est le club d'Al Ittihad Tripoli, tenant du trophée et vainqueur du championnat régional Ouest, qui remporte le titre, après avoir battu lors du match de barrage Darnes Darnah. C'est le second titre de champion de Libye de l'histoire du club. Al Ittihad devient par la même occasion le premier club libyen à prendre part à la Coupe des clubs champions africains.

## Les clubs participants
| - Al Hilal Sebha - Champion de la région Sud - Darnes Darnah - Champion de la région Est - Al Ittihad Tripoli - Champion de la région Ouest |

## Compétition

### Classement
| Rang | Équipe              | Pts | J | G | N | P | Bp | Bc | Diff |  | Résultats (▼ dom., ► ext.) | Itt | Dar | Seb  |
| ---- | ------------------- | --- | - | - | - | - | -- | -- | ---- |  | -------------------------- | --- | --- | ---- |
| 1    | Al Ittihad TripoliT | 6   | 4 | 2 | 2 | 0 | 16 | 2  | +14  |  | Al Ittihad TripoliT        |     | 1-1 | 10-0 |
| 2    | Darnes Darnah       | 6   | 4 | 2 | 2 | 0 | 10 | 2  | +8   |  | Darnes Darnah              | 1-1 |     | 7-0  |
| 3    | Al Hilal Sebha      | 0   | 4 | 0 | 0 | 4 | 0  | 22 | -22  |  | Al Hilal Sebha             | 0-4 | 0-1 |      |

| Qualifications et relégations | Qualifications et relégations             |
| ----------------------------- | ----------------------------------------- |
|                               | Qualification pour le match pour le titre |
|                               | T : Tenant du titre                       |

### Match pour le titre
| 17 novembre 1966 | Al Ittihad Tripoli               | 2 - 0 | Darnes Darnah | Stade du 7 octobre, Tripoli |
|                  | Fathi al-Soukny · Rajab al-Ahwal |       |               |                             |

## Bilan de la saison
| Championnat de Libye de football 1965-1966 |                               |
| Champion                                   | Al Ittihad Tripoli (2e titre) |
| Coupes et trophées                         |                               |
| Vainqueur de la Coupe de Libye 1965-1966   | Non disputée                  |
| Qualifications continentales               |                               |
| Coupe d'Afrique des clubs champions 1967   | Al Ittihad Tripoli            |
| Promotions et relégations                  |                               |
| Promus en Premier League                   | Aucun                         |
| Relégués en Second Division                | Aucun                         |